# Noriūnai (Rajongemeinde Kupiškis)
Noriūnai ist ein Dorf mit 928 Einwohnern (2011) in der Rajongemeinde Kupiškis, Bezirk Panevėžys in Litauen. Es liegt an der  Fernstraße  Kupiškis–Subačius (KK122), am linken Ufer des Lėvuo. Es ist das Zentrum des Amtsbezirks Noriūnai. In Noriūnai befindet sich die Jonas-Černius-Hauptschule, eine Bibliothek, ein Postamt (LT-40030) sowie ein medizinischer Versorgungspunkt (medicinos punktas). Ferner zu nennen sind der Gutshof Noriūnai (Kulturdenkmal) und der Park (10 ha).